# Modern Life Is Rubbish
| 전문가 평가                   | 전문가 평가 |
| 평가 점수                     | 평가 점수   |
| 출처                          | 점수        |
| ----------------------------- | ----------- |
| AllMusic                      | [ 1 ]       |
| Drowned in Sound              | 9/10        |
| Pitchfork                     | 7.8/10      |
| Rocksucker                    | [ 4 ]       |
| The Rolling Stone Album Guide | [ 5 ]       |

《Modern Life Is Rubbish》는 1993년 5월 10일에 발매된 영국의 얼터너티브 록 밴드 블러의 두 번째 스튜디오 음반이다. 그들의 데뷔 음반 《Leisure》 (1991년)는 상업적으로 성공을 거두었지만, 블러는 발매 직후 곧 언론의 극심한 반발에 직면했고, 대중의 관심으로부터 멀어졌다. 블러가 미국 투어에서 실패한 채 돌아 온 후, 라이브 공연을 거의 받지 못했고, 경쟁 그룹인 스웨이드의 증가하는 인기는 영국에서 블러의 위상을 더욱이 감소시켰다.
푸드 레코드에서 퇴출될 위협 아래, 블러는 다음 음반에서 프론트맨 데이먼 알반이 대변하는 이미지 쇄신을 시도했다. 블러는 킹크스나 스몰 페이시스 같은 전통의 영국 기타 팝 그룹의 영향에 일부로 포함되었다. 그리고 도출된 사운드가 듣기 좋고 풍부하도록 프로듀싱되었고, 이는 금관악과 목관악기, 여러 백보컬리스트들로 구성되었다. 작가 데이비드 카바나에 따르면, 《Modern Life Is Rubbish》에서 알반의 가사는 "영국의 교외의 꿈과 전통, 편견을 살피기 위해 레이 데이비스의 성격 묘사 및 그의 신랄한 유머"를 사용한다고 한다.
《Modern Life Is Rubbish》는 영국에서 중간의 차트 성공을 거두었다. 음반이 15등을 찍은 반면 싱글 곡들은 탑 30위로 차트되었다. 음악 언론의 극찬 속에서 이 음반의 영국중심주의적 수사는 포스트《Leisure》 슬럼프 이후 밴드의 행운을 회복시켰다. 《Modern Life Is Rubbish》는 브릿팝 신의 결정적인 출시 음반들 중 하나로 간주되고 있으며, 《Parklife》와 《The Great Escape》같은 차트 1위를 달린 후속 음반들은 영국의 선두하는 팝 활동들 중 하나로서 블러가 두각을 드러내고 있음을 목격했다.

## 제목
이 음반의 제목은 무정부주의 단체가 만든 런던의 베이즈워터 로드를 따라 그린 스텐실 낙서에서 유래했다. 알반에게 이 문구는 시간이 지남에 따라 누적되어 창의성을 억압했던 과거의 "쓰레기(rubbish)"를 반영했다. 알반은 1993년 기자 존 해리스에게 이 문구가 "〈Anarchy in the U.K.〉 이후 대중 문화에 대한 가장 중요한 논평"이라고 생각한다고 말했다. 당시 블러가 미국을 경멸했기 때문에, 이 음반의 작업 제목은 《Britain Versus America》이었다.

## 발매
《Modern Life Is Rubbish》의 홍보를 위해 푸드 측은 1993년 4월 〈For Tomorrow〉를 영국에서 음반의 리드 싱글로 발매했다. 블러의 새로운 사운드와 태도를 선보인 싱글은 28위에 오르는 등 차트에서 적당히 좋은 성적을 냈다. 몇 주 후 1993년 5월에 《Modern Life Is Rubbish》가 발매되었다. 음반 발표문에는 블러 멤버들(모드와 스킨헤드 복장이 뒤섞인 옷차림) 뒤에 스프레이로 그려진 "British Image 1"이라는 문구가 담긴 보도사진과 마스티프 한 장이 포함됐다. 당시 영국 음악 매체들은 이러한 이미지를 국수주의적이고 인종적으로 무감각한 것으로 여겼으며, 블러는 조용한 우려에 따라 "British Image 2" 사진을 공개했는데, 이 사진은 "전쟁 전 귀족 티파티의 캠프 재공연"이었다. 이 음반은 영국 음반 차트에서 15위로 정점을 찍었다. 이후 몇 달 동안 푸드는 이 기록을 뒷받침하기 위해 영국 톱 30 차트 싱글 〈Chemical World〉와 〈Sunday Sunday〉를 추가로 발표했지만, 《Modern Life Is Rubbish》는 그 당시에 겨우 약 4만 장을 팔았다. 그럼에도 불구하고, 블러 캠프 내의 분위기는 긍정적이었다. 제임스는 2000년에 작가 데이비드 캐바나에게 "《Modern Life Is Rubbish》는 우리가 성취하기 위해 시작한 것을 성취했기 때문에 성공적인 음반이었습니다. 우리만 빼고 다 똥인 줄 알았습니다"고 말했다.

## 곡 목록
모든 곡들은 데이먼 알반, 그레이엄 콕슨, 알렉스 제임스 그리고 데이브 론트리에 의해 작사/작곡하였다.
| #   | 제목               | 재생 시간 |
| --- | ------------------ | --------- |
| 1.  | For Tomorrow       | 4:18      |
| 2.  | Advert             | 3:48      |
| 3.  | Colin Zeal         | 3:14      |
| 4.  | Pressure on Julian | 3:30      |
| 5.  | Star Shaped        | 3:25      |
| 6.  | Blue Jeans         | 3:53      |
| 7.  | Chemical World     | 4:02      |
| 8.  | Sunday Sunday      | 2:36      |
| 9.  | Oily Water         | 4:59      |
| 10. | Miss America       | 5:34      |
| 11. | Villa Rosie        | 3:54      |
| 12. | Coping             | 3:23      |
| 13. | Turn It Up         | 3:21      |
| 14. | Resigned           | 5:13      |

## 인증
| 국가                       | 인증 | 판매량/출하량 |
| -------------------------- | ---- | ------------- |
| 영국 (BPI)                 | 골드 | 100,000^      |
| ^출하량을 기반으로 한 인증 |      |               |